# Fardel

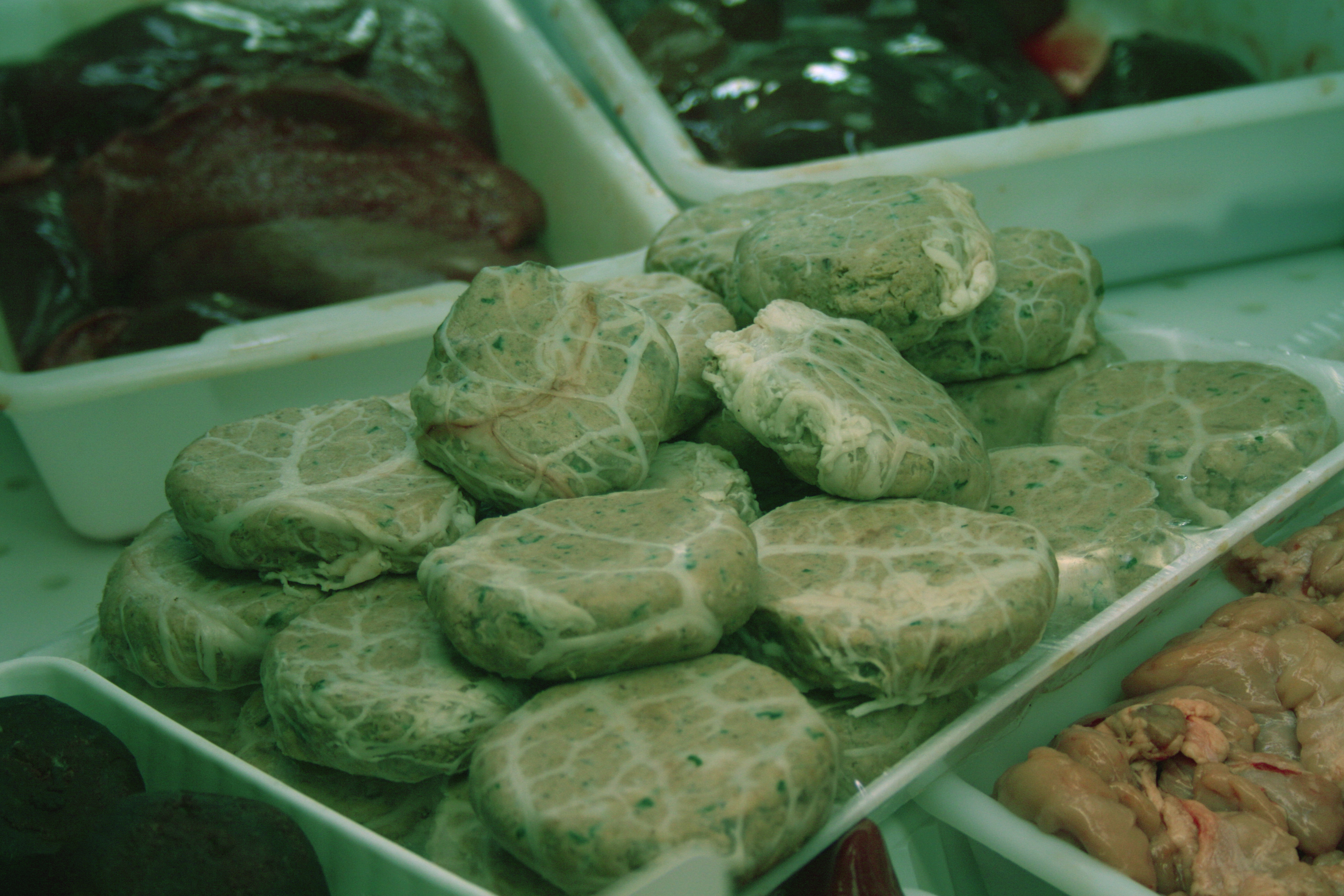
Fardeles crudos a la venta

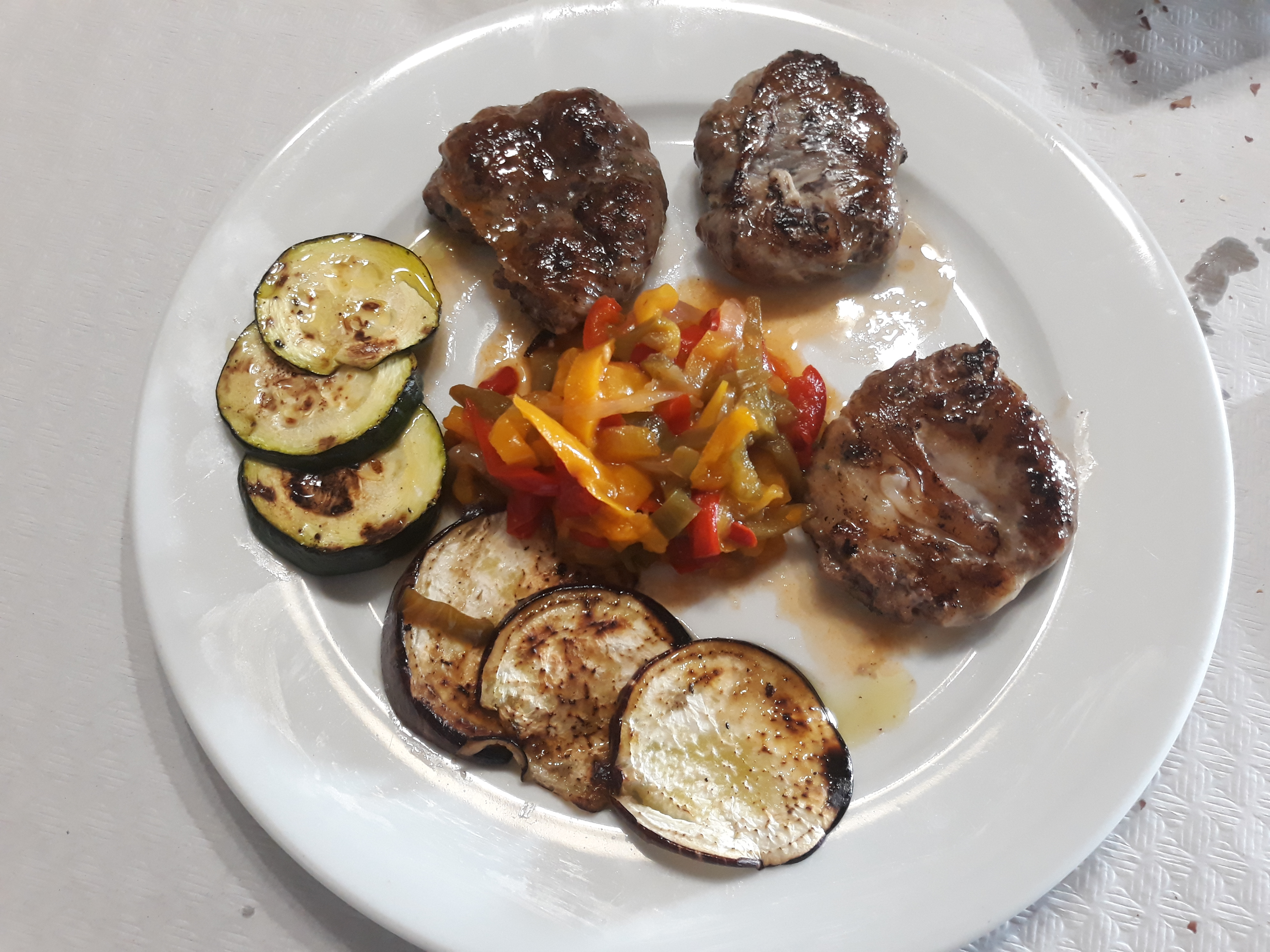
Figatells servidos con verduras.

El fardel, también llamado figatell, es un producto de la matanza elaborado con una mezcla de hígado de cerdo envuelto en una tela del estómago. Es una comida típica en diversos lugares de España, como en la cocina aragonesa y mallorquina o la cocina valenciana, donde es típico de las comarcas de la Marina Alta (Alicante), la Safor, la Ribera Alta y la Ribera Baja (Valencia), y en Benejama en la comarca del Alto Vinalopó o en Pego.

## Características
Se elaboran artesanalmente con una mezcla de hígado de cerdo y una cantidad similar de magro de cerdo. A la mezcla resultante se le añade perejil, pimienta negra, clavillo y sal, formando una especie de albóndiga que se envuelven en redaño de cerdo, es decir, mantilla que cubre el estómago de estos animales. Su preparación culinaria es generalmente a la plancha.